# Szulejmánijjai nemzetközi repülőtér
A Szulejmánijjai nemzetközi repülőtér (فڕۆکەخانەی نێودەوڵەتی سلێمانی) (IATA: ISU, ICAO: ORSU) Irak egyik nemzetközi repülőtere, amely Szulejmánijja közelében található. Éves utasforgalma 574 654 fő (2015).

## Futópályák
A repülőtér futópályái: 

## Forgalom
Az utasforgalom az elmúlt években az alábbi módon változott:
| 2015 | 574 654 |

## Légitársaságok és úticélok
| Légitársaság       | Célállomások |
| ------------------ | --- |
| Aircompany Armenia | Szezonális: Yerevan                                                                                                   |
| flydubai           | Dubai–International                                                                                                   |
| FlyErbil           | Düsseldorf |
| Iraqi Airways      | Amman–Queen Alia, Baghdad, Baku, Basra, Beirut, Cairo, Dubai–International, Erbil, Frankfurt, London–Gatwick, Nedzsef |
| Mahan Air          | Tehran–Imam Khomeini                                                                                                  |
| Pegasus Airlines   | Istanbul–Sabiha Gökçen                                                                                                |
| Qatar Airways      | Doha |
| Royal Jordanian    | Amman–Queen Alia |
| Turkish Airlines   | Istanbul |